# Jaquès
El jaquès era una moneda de billó (molt rarament d'or) encunyada, a l'inici, al segle xi, a la població aragonesa de Jaca.
També fou encunyada, més endavant, en seques de Montsó, Carinyena, Lleida i Saragossa.